# Labeo victorianus
Labeo victorianus (лат.) — вид пресноводных лучепёрых рыб рода лабео семейства карповых. Обитает в бассейне озера Виктория в Бурунди, Кении, Танзании и Уганде, в реках, озёрах, болотах и дельтах рек. Вид, вызывающий наименьшие опасения. В отдельных районах виду угрожает потеря среды обитания из-за загрязнения, заиливания и осушения по мере расширения сельского хозяйства в бассейне озера Виктория, из-за чрезмерного вылова рыбы, в результате размножения и интродукции чужеродных рыб. К 1965 году произошло падение промысла Labeo victorianus в озере Виктория и связанное с ним уменьшение значения местных методов лова в кенийской реке Нзоя.
Таксон описал Джордж Альберт Буленджер в 1901 году.
На рыбах паразитируют моногенеи видов Dactylogyrus brevicirrus Paperna, 1973, Dogielius junorstrema victorianus Paperna, 1979, Paradiplozoon aegyptense Fischthal & Kuntz, 1963 и Afrodiplozoon polycotyleus Paperna, 1973.